# Mohammed ben el-Hadj
Pour les articles homonymes, voir Mohammed.
Mohammed ben el-Hadj (en arabe محمد بن الحاج, Muḥammad ibn al-Ḥājj) était le gouverneur almoravide de Balansiya, Saragosse et Lérida. 

## Biographie
L'un des chefs de la tribu berbère des Lemtouna, et un ancien ami de l'émir des Almoravides Youssef ben Tachfine.
Ce général almoravide qui a vaincu les troupes d'Alphonse VI de León à la bataille de Consuegra, est nommé wali de Balansiya en 1102, après la chute de Balansiya aux mains des Almoravides. et après la mort de Soulayman Sayyid ad-Dawla, il a conquis et annexé l'émirat de Lérida et a repris Balaguer, Ils ont demandé ses services en 1110 pour prendre soin de l'émirat nouvellement conquis de Saragosse.
Il arrive à Saragosse le 31 mai 1110 et agit bientôt contre Alphonse I d'Aragon, qui a menacé la ville de Deus, et il partira pour sa rencontre, l'éloignant d'Ejea de los Caballeros. Alphonse, très occupé par les affaires castillanes et les problèmes conjugaux, a allégé sa pression sur Saragosse, mais Imad al-Dawla Abdelmalik, l'émir renversé, a continué à assiéger la ville de son petit émirat.
Il a commencé des opérations contre le comté de Barcelone avec le gouverneur almoravide de Murcie, Mohammed ben Aïcha, subissant une défaite dans la bataille de Martorell, à la fin de l'été 1114. Il meurt peu de temps après, en 1115.
Du côté civil, il a réorganisé l'administration et imposé le dinar almoravide comme monnaie officielle, ce qui a rétabli la confiance des commerçants, qui s'était détériorée ces dernières années à cause du déficit de la balance des paiements du gouvernement de Banu Houd, qui a payé d'importantes paries en échange d'une protection.